# Kliazma

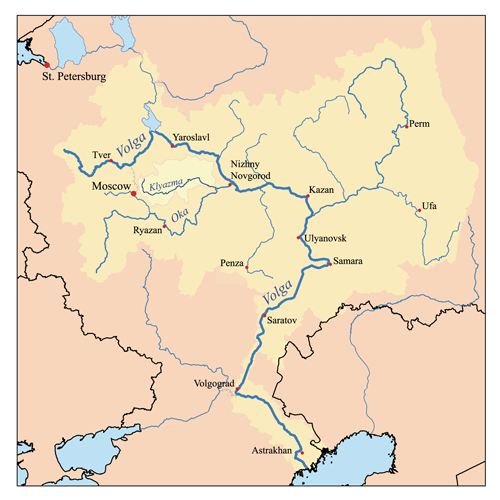
Mapa de la conca del Volga, amb el Kliazma ressaltat

El riu Kliazma (en rus Клязьма) és un riu de Rússia que travessa les províncies de Moscou, Nijni Nóvgorod, Ivànovo i Vladímir. És un afluent esquerre de l'Okà. La llargària total del riu és de 686 km. L'àrea de la seva conca és de 42.500 km². El riu Kliazma es glaça el novembre i es queda sota el gel fins a mitjan abril. Els seus afluents principals són l'Utxà, el Vória, el Kirjatx, el Pekxa, el Nerl, l'Úvod, el Teza, el Lukh, el Súdogda i el Súvoroixtx. El Kliazma és navegable fins a 120 km endins a partir del seu estuari i a l'àrea del pantà de Kliàzminskoie. Les ciutats de Gorokhovets, Mendeléievo, Pàvlovski Possad, Vladímir, Kovrov, Sxólkovo, Losino-Petrovski, Noguinsk, Orékhovo-Zúievo, Sóbinka, i Viàzniki estan situades a les ribes del riu Kliazma.